# Wissadula macrocarpa
Wissadula macrocarpa är en malvaväxtart som beskrevs av Paul Arnold Fryxell. Wissadula macrocarpa ingår i släktet Wissadula och familjen malvaväxter. Inga underarter finns listade i Catalogue of Life.